# NGC 1433
NGC 1433，即PGC 13586、Miltron's Galaxy、是一個擁有雙重環狀結構的棒旋星系，距離地球約3000萬光年，在天球上位於時鐘座。NGC 1433擁有一個活动星系核，被認為是西佛星系。

## 概要
NGC 1433的中心區域有強烈的恆星形成活動，並觀測到半徑約5角秒（或300秒差距）不規則恆星形成環狀區域，以及該區域發射的弱無線電波輻射。在NGC 1433的旋臂中也有明顯的恆星形成區域特徵，但並未在星系棒狀結構區發現。NGC 1433是銀河系外紫外遺產巡天（Legacy ExtraGalactic UV Survey，LEGUS）計畫中研究的50個近鄰星系之一。NGC 1433周圍有一道從中心黑洞噴出的噴流，噴出距離約150光年，是至今銀河系外其他星系中心噴流中規模最小者。
NGC 1433由詹姆士·敦洛普發現於1826年。1985年10月10日在該星系內發現視星等13.5的II型超新星SN 1985 P。
NGC 1433是劍魚座星系團的成員星系。

## 圖集

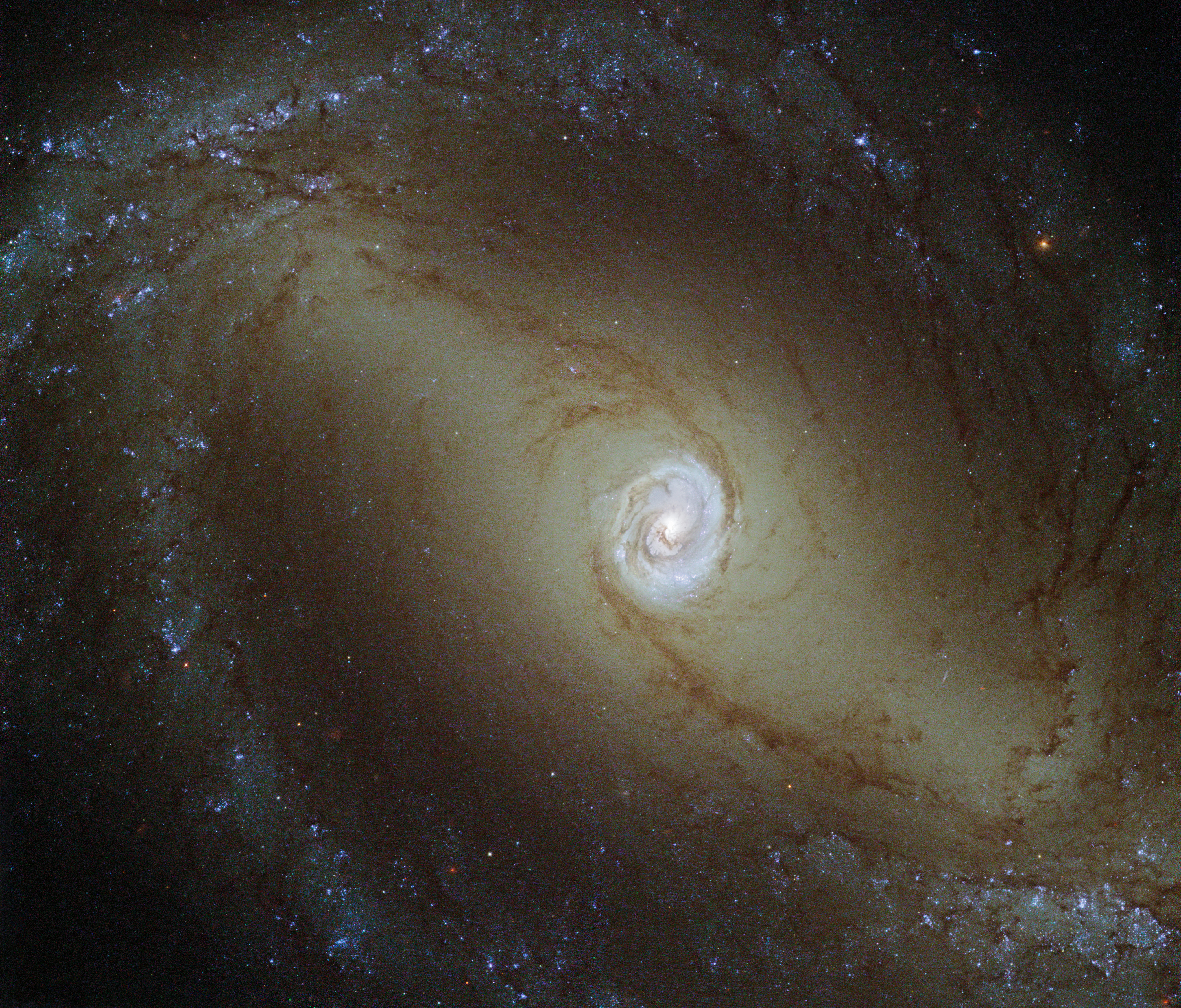
LEGUS的NGC 1433影像
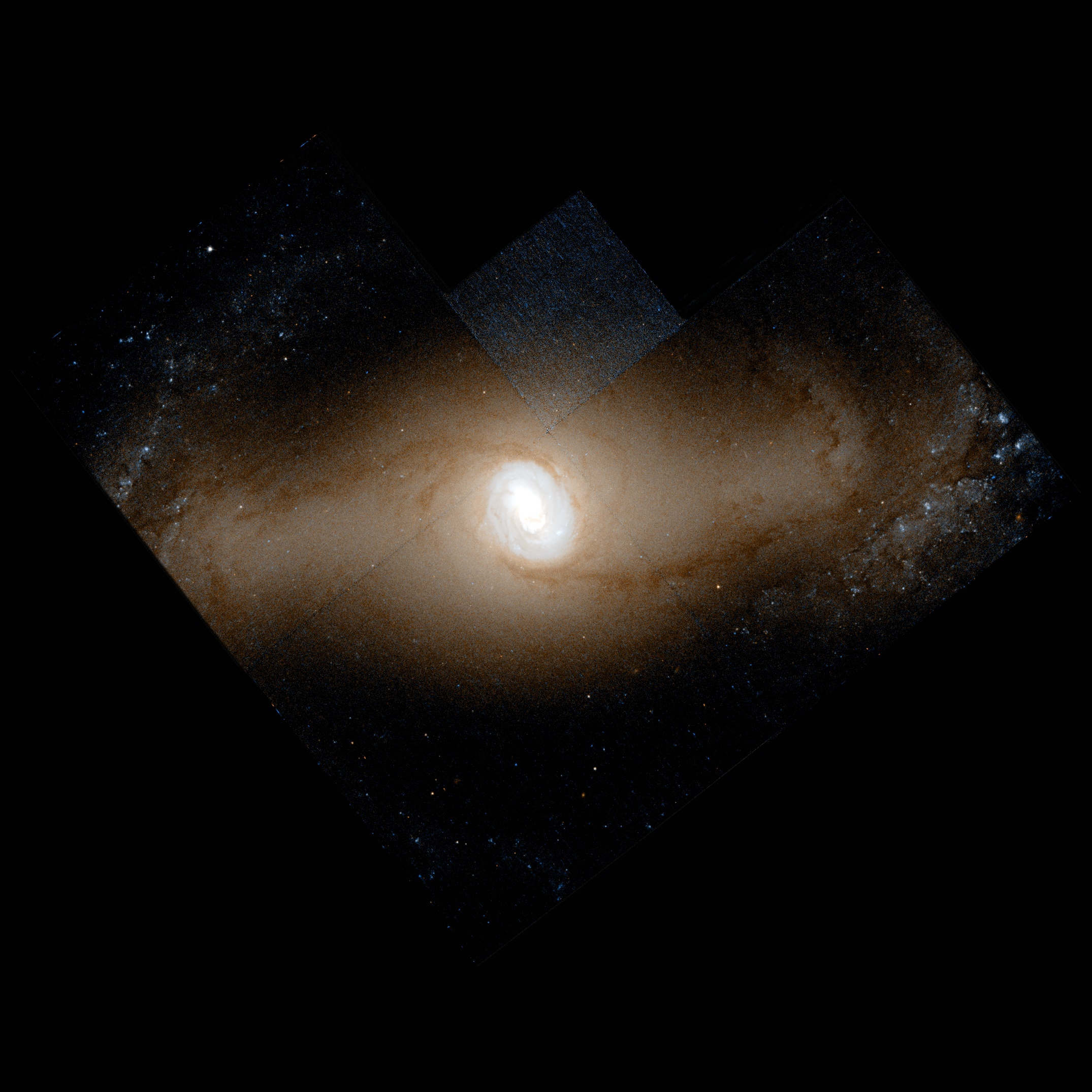
哈伯太空望遠鏡拍攝